# Kinemacolor

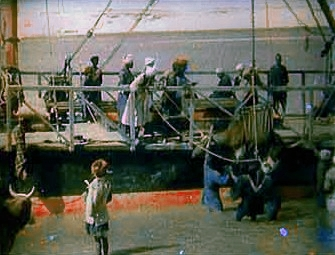
Aufnahme in Kinemacolor von 1911

Kinemacolor war eines der ersten Verfahren, um Filme in Farbe zu drehen. Zuvor wurden Filmbilder einzeln koloriert. 
Der britische Fotograf George Albert Smith (1864–1959) entwickelte Kinemacolor 1906. Das Verfahren arbeitet mit 32 Einzelbildern pro Sekunde, von denen abwechselnd je eines durch einen Rotfilter und einen Grünfilter belichtet wird. Dadurch erhält man 16 Einzelbilder durch den Rotfilter belichtet und 16 durch den Grünfilter. Der Wechsel der Farbfilter wird durch eine Drehscheibe vor dem Objektiv ermöglicht.
Ausgewertet wurde das Verfahren von dem Amerikaner Charles Urban, der 1909 die Natural Color Kinematograph Company gründete und eine große Anzahl von Kurz- und Aktualitätenfilmen produzierte. Höhepunkt des Kinemacolor-Schaffens war der epische Bericht von der Krönungsfeierlichkeit des britischen Königs Georg V. im Dezember 1911 in Indien: „The Delhi Durbar“ / „With Our King and Queen through India“.
Kinemacolor wurde in zahlreichen europäischen Ländern, in den USA und in Japan lizenziert. Von der großen Zahl vor allem in Großbritannien und den USA hergestellten Filmen sind heute nur noch wenige erhalten.
Eine Weiterentwicklung war das Biocolourverfahren von William Friese-Greene, bei dem keine Farbfilter mehr benötigt werden, da eine rote Farbabstufungsschicht auf der Vorderseite des Films und eine grüne Farbabstufungsschicht auf der Rückseite angebracht sind.